# Commelina jamesonii
Commelina jamesonii är en himmelsblomsväxtart som beskrevs av Charles Baron Clarke. Commelina jamesonii ingår i släktet himmelsblommor, och familjen himmelsblomsväxter. Inga underarter finns listade.